# Brit Awards 2021
Brit Awards 2021 se uskutečnily 11. května 2021. Během slavnostního večera bylo oceněno to nejlepší z britské a mezinárodní hudby. Ceny se obvykle předávají v únoru, ale ceremoniál byl odložen kvůli pandemii covidu-19. Po více než roce omezení se jednalo o první britskou hudební událost ve vnitřních prostorech.
Předávání cen se po jedenácté uskutečnilo v The O2 v Greenwichi v Londýně. Ceremonii čtvrtý rok za sebou moderoval komik Jack Whitehall.

## Účinkující

### Předskokani[4]
| Účinkující           | Píseň                    | reakce UK Singles Chart (týden končící 20. května 2021) | reakce US Albums Chart (týden končící 20. května 2021) |
| -------------------- | ------------------------ | ------------------------------------------------------- | ------------------------------------------------------ |
| Jessie Ware          | "Remember Where You Are" | N/A                                                     | N/A                                                    |
| Krupt FM Craig David | "Summertime"             | N/A                                                     | N/A                                                    |

### Hlavní show
| Účinkující                                         | Píseň                                                                                            | reakce UK Singles Chart (týden končící 20. května 2021) | reakce US Albums Chart (týden končící 20. května 2021)                                  |
| -------------------------------------------------- | ------------------------------------------------------------------------------------------------ | ------------------------------------------------------- | --------------------------------------------------------------------------------------- |
| Coldplay                                           | "Higher Power"                                                                                   | 12 (debut)                                              | N/A                                                                                     |
| Dua Lipa                                           | Směs: "Love Again" "Physical" "Pretty Please" "Hallucinate" "Don't Start Now" "Future Nostalgia" | N/A N/A 96 (znovu) N/A                                  | Future Nostalgia - 6 (+3) Dua Lipa - 29 (+4)                                            |
| Olivia Rodrigová                                   | "drivers license"                                                                                | 40 (+3)                                                 | N/A                                                                                     |
| Arlo Parks                                         | "Hope"                                                                                           | N/A                                                     | Collapsed in Sunbeams - 62 (znovu)                                                      |
| Years & Years Elton John                           | "It's a Sin"                                                                                     | 57 (debut)                                              | N/A Diamonds - 8 (+4)                                                                   |
| The Weeknd                                         | "Save Your Tears"                                                                                | 5 (+4)                                                  | The Highlights - 9 (+9) After Hours - 41 (+29)                                          |
| Griff                                              | "Black Hole"                                                                                     | 35 (+12)                                                | N/A                                                                                     |
| Headie One AJ Tracey Young T & Bugsey              | "Ain't It Different" "Princess Cuts"                                                             | N/A N/A                                                 | N/A Flu Game - 17 (+2) N/A                                                              |
| Rag'n'Bone Man Pink Lewisham & Greenwich NHS Choir | "Anywhere Away from Here"                                                                        | 9 (+22)                                                 | Life By Misadventure - 1 (debut) Human - 35 (+46) Greatest Hits... So Far!!! - 7+ (+29) |

1. ↑  Předváděno živě na lodi, plující na řece Temže.[5]
2. ↑  Pink vystupovala online, kvůli cestovním restrikcím mezi USA a Velkou Británií.[5]

## Ocenění a nominace
Nominace pro cenu Rising Star Award byly oznámeny 11. března 2021 a vítěz byl oznámen 19. března 2021. Nominace pro ostatní kategorie vyhlásil DJ Nick Grimshaw a Griff, vítěz ceny Rising Star Award, 31. března na BBC Radio 1.
9. května 2021 bylo oznámeno, že Taylor Swift obdrží cenu Global Icon Award na 2021 Brit Awards "za její vliv na hudbě po celém světě a za neskutečný repertoár a úspěchy".
| British Album of the Year (nejlepší album) (vyhlašoval Lewis Capaldi)                                                                                       | British Single of the Year (nejlepší singl) (vyhlašoval Boy George) |
| --- | --- |
| - Dua Lipa - Future Nostalgia - Arlo Parks - Collapsed in Sunbeams - Celeste - Not Your Muse - J Hus - Big Conspiracy - Jessie Ware - What's Your Pleasure? | - Harry Styles - "Watermelon Sugar" - 220 Kid and Gracey - "Don't Need Love" - Aitch and AJ Tracey ft. Tay Keith - "Rain" - Dua Lipa - "Physical" - Headie One, AJ Tracey a Stormzy - "Ain't It Different" - Joel Corry ft. MNEK - "Head & Heart" - Nathan Dawe ft. KSI - "Lighter" - Regard and Raye - "Secrets" - S1mba ft. DTG - "Rover" - Young T & Bugsey ft. Headie One - "Don't Rush" |
| British Male Solo Artist (nejlepší mužský výkon) (vyhlašoval Kurupt FM)                                                                                     | British Female Solo Artist (nejlepší ženský výkon) (vyhlašovali Mabel a MNEK) |
| - J Hus - AJ Tracey - Headie One - Joel Corry - Yungblud | - Dua Lipa - Arlo Parks - Celeste - Jessie Ware - Lianne La Havas |
| British Group (nejlepší skupina) (vyhlašovali Adam Lambert a Olly Murs)                                                                                     | Breakthrough Artist (objev roku) (vyhlašovaly Clara Amfo a Maya Jama) |
| - Little Mix - The 1975 - Bicep - Biffy Clyro - Young T & Bugsey                                                                                            | - Arlo Parks - Bicep - Celeste - Joel Corry - Young T & Bugsey |
| International Male Solo Artist (nejlepší mužský zahraniční výkon) (vyhlašovala Michelle Obama)                                                              | International Female Solo Artist (nejlepší ženský zahraniční výkon) (vyhlašovala Annie Mac) |
| - The Weeknd - Bruce Springsteen - Burna Boy - Childish Gambino - Tame Impala                                                                               | - Billie Eilish - Ariana Grande - Cardi B - Miley Cyrus - Taylor Swift |
| International Group (nejlepší zahraniční skupina) (vyhlašoval Billy Porter)                                                                                 | Rising Star Award (cena kritiků) (vyhlašovala Celeste) |
| - Haim - BTS - Fontaines D.C. - Foo Fighters - Run the Jewels                                                                                               | - Griff - Pa Salieu - Rina Sawayama |
| Global Icon Award (britská ikona všech dob) (vyhlašovala Maisie Williamsová)                                                                                | |
| - Taylor Swift | |